# Linlithgow
Linlithgow (Schots-Gaelisch: Gleann Iucha, Schots: Lithgae) is een stad en voormalige burgh in de Schotse lieutenancy West Lothian in het gelijknamige raadsgebied West Lothian met ongeveer 13.500 inwoners. Linlithgow Palace was in de 15e en 16e eeuw de residentie van de koningen van Schotland, en het is de geboortegrond van Maria I van Schotland.
Langs de plaats ligt het Union Canal. DIt werd in 1822 gegraven om het transport per schip te vergemakkelijken. De rivier Avon stroomt in de gekozen route voor het kanaal en om deze te overbruggen werd het Avon-aquaduct gebouwd. Dit is de op een na langste kanaalbrug in het Verenigd Koninkrijk. Door de concurrentie van de spoorwegen raakte het kanaal in verval en het werd in 1965 gesloten voor het scheepvaartverkeer. Aan het begin van de 21e eeuw werd het kanaal hersteld en het wordt tegenwoordig veel gebruikt voor de pleziervaart. Sinds 1977 is in de plaats een kanaalmuseum en de beheerder is de Linlithghow Union Canal Society (LUCS).

## Geboren in Linlithgow
- Alex Salmond (1954–2024), politicus
- Cameron Mason (2000), veldrijder